# Oudjahorresné
Oudjahorresné est un prêtre égyptien de Neith qui a vécu au VIe siècle à la fin de la XXVIe dynastie sous les règnes d'Amasis puis de Psammétique III. 
Titulaire de nombreux titres honorifiques il occupe alors des fonctions prestigieuses au plus proche du pharaon saïte, comme celui de chancelier de la couronne, charge comparable à celle de Premier ministre du gouvernement de l'époque. 
Parmi les titres qu'il reçoit au cours de sa longue carrière, on citera :
- Gouverneur de Saïs.
- Médecin en chef de la Haute et de la Basse-Égypte.
- Supérieur des scribes de la Grande Salle.
- Commandant de la flotte égyptienne.
- Commandant des troupes étrangères en Égypte.

Ce personnage eut une influence décisive dans les événements qui marquèrent la fin de la dynastie avec la première invasion perse qui vient mettre un terme à l'éphémère règne de Psammétique III. Oudjahorresné est alors l'amiral de la flotte et le commandant des troupes de mercenaires grecs et cariens mobilisés dans l'armée égyptienne.

## Un rôle controversé
Amasis était mort et son fils et successeur allait devoir affronter la déferlante perse qui depuis peu avait conquis, sous l'impulsion de leurs rois Cyrus puis Cambyse II, l'ensemble des territoires du Moyen-Orient, menaçant d'annexer le Double Pays à leur immense empire.
La politique d'Amasis avait su maintenir l'équilibre au prix d'efforts considérables que les élites du pays avaient du mal à supporter, à commencer par les prêtres mais également par certains de ses alliés, notamment grecs. À sa disparition, un de ces généraux grecs, Phanès, passa à l'ennemi affaiblissant grandement le système de défense égyptienne en livrant leur plan au grand roi de Perse. L'alliance avec l'Arabie garantissant à l'armée d'invasion d'être ravitaillée sur le chemin la reliant aux frontières de l'Égypte, les troupes perses arrivèrent rapidement à Péluse où le pharaon et ses armées avaient eu le temps de s'avancer. L'issue de la bataille en faveur des perses et la défection de la flotte égyptienne commandée par Oudjahorresné livra le pays.
De ce fait certains égyptologues ont qualifié de trahison l'attitude d'Oudjahorresné mettant la défaite des troupes de pharaon et de ses mercenaires à son compte, l'amiral s'étant retourné contre elles en se mettant au service du Grand Roi. D'autres ont une analyse plus nuancée de la situation. La trahison de Phanès reste la pierre angulaire de la victoire des perses sur les égyptiens et les grecs dont l'organisation, la puissance et la défense du delta du Nil étaient éprouvées. En révélant la stratégie égyptienne il favorisait ainsi grandement les chances de succès de Cambyse. Ce dernier mobilisa par ailleurs une puissante flotte depuis ses positions phéniciennes et chypriote qui dut faire jonction avec son armée de terre au moment de la bataille de Péluse, débordant les défenses égyptiennes et refermant le piège sur Psammétique et ses alliés qui résistaient à l'assaut terrestre depuis la cité, forteresse frontalière de l'Égypte. C'est probablement à ce moment qu'Oudjahorresné comprenant que la partie était perdue livra la flotte égyptienne plutôt que de l'engager dans une bataille navale dont l'issue fatale aurait signifié l'écrasement total de l'Égypte.
Quoi qu’il en soit la bataille s'acheva par le repli de pharaon sur Memphis, abandonnant le delta et ses prospères cités au pillage des armées perses... Cambyse met le siège devant l'antique capitale du pays et finit par l'emporter écrasant définitivement les dernières résistances du pays. L'attitude d'Oudjahorresné permet-elle d'épargner à Saïs les vicissitudes de la guerre ? Probablement pas. On sait en effet par Hérodote que la tombe d'Amasis située dans le temple de Neith est violée par l'occupant perse, et il est probable que l'ensemble de la nécropole royale ait subi le même sort. Au début de son règne Cambyse adopte une attitude dure à l'encontre des élites du pays qui se trouve militairement occupé et littéralement exploité par ses nouveaux maîtres. Les revenus des temples sont annexés à la couronne, les statues divines emportées à Suse, dépouillant ainsi les sanctuaires de leur élément vital. Les troupes de mercenaires grecs sont limogées et remplacées par des perses et le pays est alors géré comme une simple province, une des satrapies de l'empire perse.
Oudjahorresné semble avoir en revanche bénéficié d'un statut exceptionnel en raison probablement de son attitude lors de la bataille de Péluse mais également de son savoir médical. Cambyse le prend à son service et en fait son médecin particulier puis son conseiller. Oudjahorresné est alors chargé d'établir le protocole pharaonique du Grand Roi qui en l'an 6 de son règne retourne en Égypte et rend visite au temple de Neith de Saïs pour se faire confirmer la royauté sur l'ensemble du pays par la déesse. À partir de ce moment les choses changent pour le Double Pays et il faut y voir sans nul doute l'influence grandissante du chancelier égyptien sur le roi perse. Il parvient ainsi à rendre aux sanctuaires divins une partie de leur revenu, et à faire restaurer et purifier le temple de Neith qui avait apparemment subit les outrages d'une guerre, transformant son enceinte en camp retranché dans lequel s'étaient probablement installés les mercenaires grecs de Psammétique puis les troupes perses. On connaît ces exploits grâce à l'autobiographie qu'Oudjahorresné a fait inscrire sur une statue conservée aujourd'hui au musée égyptien du Vatican.
Cette statue nous apprend également que le dignitaire poursuivra cette carrière prestigieuse auprès du successeur de Cambyse, Darius Ier. Il le confirme à son poste de directeur de l'école de médecine de Saïs et à ce titre le charge de restaurer la maison de vie de la cité. Il est également chargé d'établir le protocole du Grand Roi de tous les pays étrangers. Ce dernier en l'an 4 de son règne réitère le geste de son prédécesseur en se rendant au sanctuaire de Neith afin de s'y faire couronner pharaon. Darius appelle Oudjahorresné à Suse afin de siéger à ses côtés au grand conseil royal.  
Plusieurs objets au nom d'Oudjahorresné sont connus et visibles dans les principales collections égyptologiques du monde. Outre la statue acéphale conservée au Museo Gregoriano Egiziano du Vatican et qui porte la longue inscription autobiographique du dignitaire, une bague en or est conservée au Musée du Louvre. Son chaton couvert de hiéroglyphes donne le nom et les titres du dignitaire ainsi que le règne sous lequel il les exerça, dans le cas présent il s'agit du cartouche d'Amasis. Une table à libation également au nom d'un Oudjahorresné lui appartient certainement. Par ailleurs au milieu des années 1950, lors de fouilles du site de Memphis, plusieurs fragments de statues le désignant, semblables à celle du Vatican, ont été mises au jour. L'une d'elles est datée de la seconde domination perse et révèle que le dignitaire continua à recevoir un culte dans la cité au moins jusqu'au IVe siècle avant notre ère et probablement au-delà.

## Sépulture
À la fin des années 1980, une équipe d'égyptologue tchèque a découvert au sud du site d'Abousir une nécropole de l'époque saïte constituée de grandes tombes à puits caractéristiques de l'architecture funéraire de cette période. Parmi elles se trouvait la tombe d'Oudjahorresné.
La fouille de cette sépulture, fragilisée par les siècles, a demandé de gros efforts de dégagement et de déblaiement et révélé que la tombe avait été pillée une première fois entre les IVe et Ve siècles de notre ère et une seconde fois entre les IXe et Xe siècles. De ce fait peu de vestiges du viatique funéraire du dignitaire subsistent. Dans les remblais obstruant les puits de service donnant accès à la chambre funéraire outre des objets datant de l'époque des pillages, les archéologues ont mis au jour des ouchebtis au nom du dignitaire et certains objets rituels qui ne devaient pas avoir de valeur aux yeux des pilleurs. Le sarcophage a été retrouvé au fond du puits principal. Un premier sarcophage externe en calcaire occupant presque tout l'espace de la chambre avait été forcé et enfermait un second sarcophage externe anthropomorphe, en basalte, dans le plus pur style de la statuaire saïte, donnant le nom et les titres d'Oudjahorresné. Il avait été également forcé au niveau de son couvercle, indice d'un pillage en règle. Cependant l'absence de résidus et de traces de sarcophage interne laisse supposer à Miroslav Verner, l'inventeur de cette découverte, que la tombe ne fut finalement pas utilisée par son propriétaire.
L'étude de la tombe a également permis d'en retrouver les dépôts de fondations qui indiquent que l'aménagement de la sépulture d'Oudjahorresné a débuté dès le règne d'Amasis.